# Fregeneda
Freixeda (oficialmente La Fregeneda em espanhol) é um município raiano da Espanha na província de Salamanca, comunidade autónoma de Castela e Leão, de área 45,16 km² com população de 440 habitantes (2007) e densidade populacional de 10,58 hab/km².

## Demografia
| Variação demográfica do município entre 1991 e 2004 | Variação demográfica do município entre 1991 e 2004 | Variação demográfica do município entre 1991 e 2004 | Variação demográfica do município entre 1991 e 2004 |
| --------------------------------------------------- | --------------------------------------------------- | --------------------------------------------------- | --------------------------------------------------- |
| 2004                                                | 2001                                                | 1996                                                | 1991                                                |
| 476                                                 | 532                                                 | 601                                                 | 689                                                 |